# Thymus gobi-altaicus
Thymus gobi-altaicus là một loài thực vật có hoa trong họ Hoa môi. Loài này được (N.Ulziykh.) Kamelin & A.L.Budantsev miêu tả khoa học đầu tiên năm 1990.